# Johannes-Scharrer-Gymnasium (Nürnberg)
Das Johannes-Scharrer-Gymnasium (kurz: JSG) ist ein städtisches Gymnasium in Nürnberg, das sich in unmittelbarer Nähe der Burg befindet. Die Schule wurde nach dem Unternehmer und zweiten Bürgermeister Nürnbergs Johannes Scharrer benannt.

## Geschichte
Das Johannes-Scharrer-Gymnasium wurde 1834 als Handelsgewerbeschule auf Initiative seines Mäzens und späteren Namensgebers Johannes Scharrer gegründet. Die Benennung nach Scharrer erfolgte erst 1965. Davor hieß sie ab 1851 Städtische Handelsschule. Lokal wurde das alte Schulgebäude nach der Adresse auch Weberschulhaus genannt. Nach der Gründung des Hans-Sachs-Gymnasiums und des höheren Schulgeldes wegen gingen Anfang des 20. Jahrhunderts die Schülerzahlen zurück, bis 1910 die Schule sogar aufgelöst wurde.
Bereits 1913 erfolgte die Wiedergründung als Städtische Handelsschule für Knaben, die in der Findelgasse angesiedelt wurde. In diesem Schulhaus befindet sich heute die Wirtschafts- und Sozialwissenschaftliche Fakultät der Friedrich-Alexander-Universität Erlangen-Nürnberg. Ab 1918 nannte man die Schule Städtische Höhere Handelsschule für Knaben, an der 1930 die erste Handelsschul-Oberstufe Bayerns eingerichtet wurde.
Ab 1946 wurde die Schule durch die Eröffnung eines sechsstufigen Unterbaus zur Wirtschaftsoberrealschule, an der ab 1947 auch Mädchen zugelassen wurden. Darauf baute weiterhin die Höhere Handelsschule für Jungen auf, die in vier Klassen zur Oberstufenreife führte. Die Hochschulreife kann seit 1956 auf der Schule erworben werden, weshalb sie 1959 auch in Wirtschaftsgymnasium mit Höherer Handelsschule der Stadt Nürnberg umbenannt wurde.

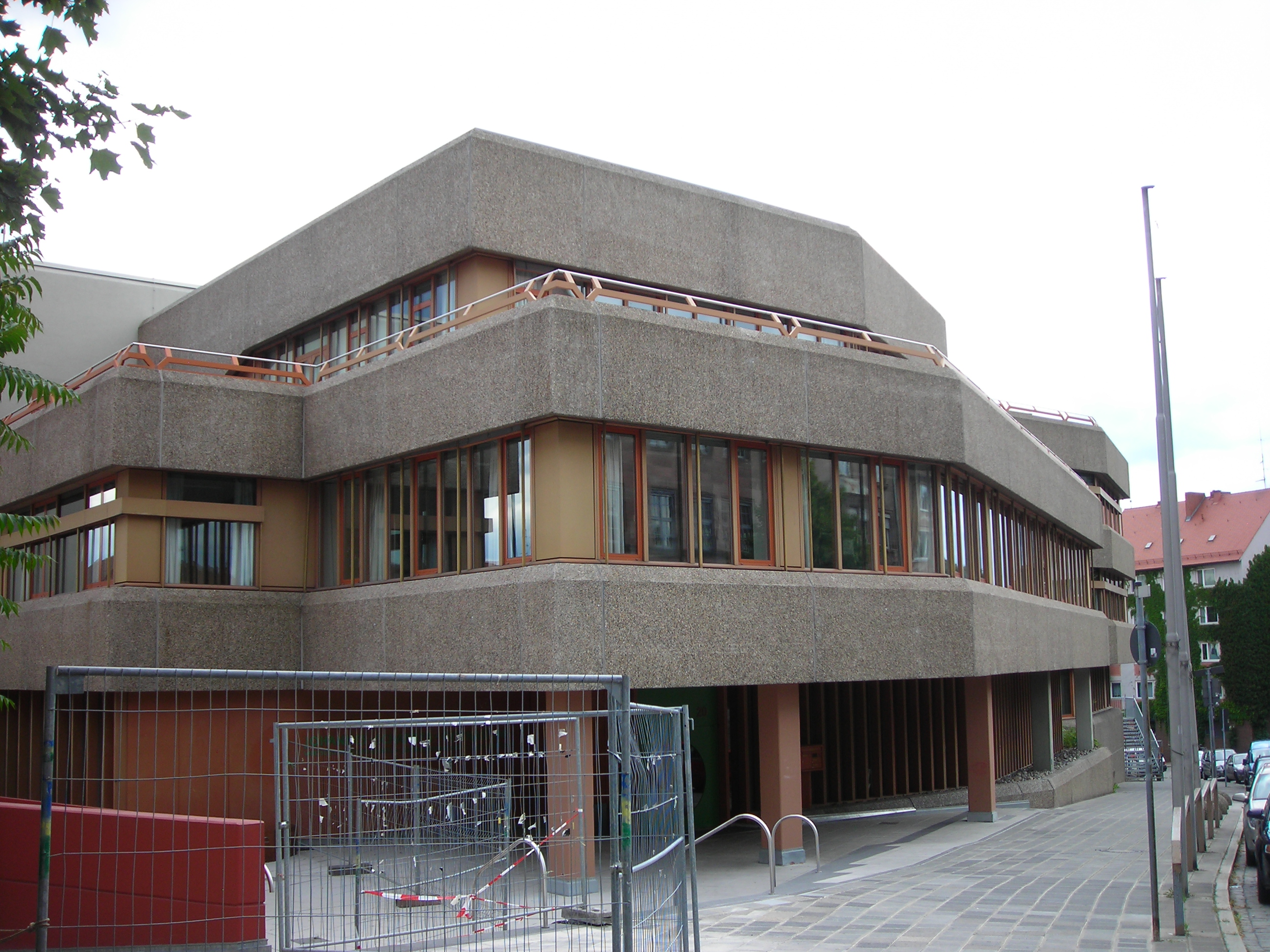
Johannes-Scharrer Gymnasium Neubau

Den Altbau am Webersplatz gibt es seit Neuerrichtung nach dem Zweiten Weltkrieg. Ursprünglich stand an dieser Stelle das Bürgerhaus Fürershof, das bis 1445 der Patrizierfamilie Pfinzing und danach den Fürer von Haimendorf gehörte. Der daneben angelegte Neubau wurde 1974 fertiggestellt. Unter dem Schulgelände befindet sich die sogenannte Kunstbergungsanlage. In diesem Teil des Paniersbunkers wurden ab 1943 Kunstgegenstände wie Teile der Reichskleinodien oder das Original des Neptunbrunnens eingelagert.
Der Neubau gehörte bis in die 1990er Jahre hinein zu den medial am besten ausgestatteten Schulgebäuden in Nürnberg; fast jeder Raum verfügt dort bis heute über eine fest installierte Fernseh-Video-Anlage.
Seit Ende der 2010er Jahre ist das JSG die erst „Fairtrade-School“ Nürnbergs.
Heute unterrichten rund 100 hauptamtliche Lehrer am Johannes-Scharrer-Gymnasium.
Aktuell gibt es Austauschprogramme mit:
- Illfurth (Frankreich)
- Besançon (Frankreich)
- Rom (Italien)
- Córdoba (Spanien)[2]

## Persönlichkeiten

### Bekannte Schüler und Schülerinnen
- Stefan Franke (* 1946), Präsident des Oberlandesgerichts Nürnberg
- Ernst Hanisch (* 1953), Chefarzt an der Deutschen Klinik für minimal-invasive Chirurgie
- Katja Hessel (* 1972), FDP-Politikerin, MdB und Parlamentarische Staatssekretärin beim Bundesminister der Finanzen[3]
- Ulrich Maly (* 1960), ehemaliger Oberbürgermeister der Stadt Nürnberg
- Giuliana Marino (* 1986), Playmate April 2005 und des Jahres 2005
- Marc Oechler (* 1968), ehemaliger Fußballspieler, u. a. beim 1. FC Nürnberg
- Klaus Raschzok (* 1954), evangelisch-lutherischer Pfarrer und Professor für Praktische Theologie
- Astrid Schütz (* 1960), Geschäftsführende Direktorin des Instituts für Psychologie der TU Chemnitz
- Hannah Stockbauer (* 1982), ehemalige Schwimmsportlerin, fünffache Welt- und dreifache Europameisterin, Olympiateilnehmerin
- Jürgen Vogel, CSU-Mitglied im mittelfränkischen Bezirkstag
- Dieter Weberpals (* 1954), Flötist
- Daniel Zimmermann, ehemaliger Schlagzeuger der Rockband Gamma Ray

### Bekannte Lehrkräfte
- Ewald Arenz (* 1965) (Englisch und Geschichte), Schriftsteller
- Wolfgang Blum (Mathematik und Physik) Autor des „Was ist was?“-Bandes „Mathematik“ und anderer Fachbücher
- Hermann Glaser (1928–2018) (Deutsch, Geschichte, Englisch), späterer Kulturreferent der Stadt Nürnberg
- Alfred Kohler (1916–1984) (Kunsterziehung), Maler der Klassischen Moderne
- Wilhelm Mönnich (Rektor 1834–1847), Ehrenbürger der Stadt Nürnberg seit 1845